# سلامة سليمان
سلامة سليمان (24 فبراير 1939-2 أغسطس 2003) هو أستاذ جامعي وأكاديمي ومترجم مصري.

## المؤهلات العلمية
1. ليسانس كلية الألسن، جامعة عين شمس، عام 1961.
2. دكتوراه في الأدب الإيطالي من جامعة روما، إيطاليا، عام 1973.

## التدرج الوظيفى
1. معيد بقسم اللغة الإيطالية بكلية الألسن، جامعة عين شمس، عام 1963.
2. مدرس بقسم اللغة الإيطالية بكلية الألسن، جامعة عين شمس، عام 1973.
3. أستاذ مساعد بقسم اللغة الإيطالية بكلية الألسن، جامعة عين شمس، عام 1977.
4. أستاذ بقسم اللغة الإيطالية بكلية الألسن، *جامعة عين شمس، عام 1982.
5. رئيس مجلس قسم اللغات الشرقية بكلية الألسن، جامعة عين شمس، في الفترة من عام 1990 إلى عام 1993
6. وكيل الكلية للدراسات العليا والبحوث، عام 1989.
7. رئيس قسم اللغة الإيطالية (1998 : 1999).
8. عميد المعهد العالي للغات بمصر الجديدة، عام 1999.

## الهيئات التي ينتمى إليها
1. عضو لجنة الترجمة بالمجلس الأعلى للثقافة.

## المؤتمرات التي شارك فيها
1. شارك في العديد من المؤتمرات والندوات والدورات التدريبية ومنها:
2. مؤتمر المترجمين الفوريين للمؤتمر القومي للاتحاد الاشتراكى العربي بالجمهورية العربية الليبية، يناير 1976.
3. المؤتمر العلمي عن الوجود الثقافي الإيطالي في الدول العربية، إيطاليا، مايو 1980.
4. مؤتمر مكانة الثقافة الإيطالية في العالم العربي، إيطاليا، فبراير 1982.
5. مؤتمر عن اللغة الإيطالية كلغة ثانية، روما، مارس 1982.
6. مؤتمر (لقاء شعوب البحر الأبيض المتوسط) الثالث، مايو 1984.
7. الندوة العالمية المقامة عن مسرح إدواردو دى فيليبو، مايو1992.

## المؤلفات والترجمات العلمية
له الكثير من المؤلفات والترجمات والأبحاث العلمية المنشورة منها ما يلى:
1. القضايا الأساسية في رواية (بلادك) للأديب الإيطالى شيزاريه بافيزى عام 1976.
2. صورة المرأة في مدرسة الأدب الحلوالجديد عام 1976.
3. دراسة نقدية عن مسرحية «صاحبة اللوكاندة» للأديب الإيطالى كارلو جلدونى عام 1976.
4. نجيب محفوظ الرجل والأديب -أوزوريس، مجلة الدراسات الإيطالية عام1991.
5. عائلتى - إدواردو دى فيليبو- من المسرح العالمي، الكويت، مارس عام 1980.
6. الأشباح- إدواردو دى فيليبو- من المسرح العالمي، الكويت، مارس عام 1980.
7. عيد الميلاد في بيت كوبيللو- إدواردو دى فيليبو - من المسرح العالمي، الكويت، أكتوبر عام 1983.
8. الشعر:طبيعته ولغته - ديل رييه، عام 1989.
9. من الأدب الإيطالي الحديث - دراسات وترجمات، عام 1988.
10. من الأدب الإيطالي الحديث - دراسات وتقديمات، عام 1999.
11. من الأدب الإيطالي الحديث - مجموعة قصصية - القاهرة، عام 2000.
12. صاحبة اللوكاندة - كارلو جولدوني - القاهرة، عام 2000.
13. ثلاثية الاصطياف- كارلو جولدونى - من المسرح العالمي - الكويت، عام 1981.
14. السيدة لا تصلح إلا للرمي، عام 1998.

## الجوائز والأوسمة
1. دبلوم الاستحقاق من جمعية دانتى أليجيرى، إيطاليا، عام1984.
2. ميدالية ذهبية من جمعية دانتى أليجيرى، إيطاليا، عام1984.
3. الجائزة الوطنية للترجمة من الحكومة الإيطالية، عام 1997.
4. شهادة تقدير من جامعة عين شمس، عام 2000.